# Святославка (Голишмановський міський округ)
Святосла́вка (рос. Святославка) — присілок у складі Голишмановського міського округу Тюменської області, Росія.
Населення — 33 особи (2010, 37 у 2002).
Національний склад станом на 2002 рік:
- росіяни — 89 %